# Ґремі (Кварелі)
Ґремі (груз. გრემი) — село в Грузії.
За даними перепису населення 2014 року в селі проживає 791 особа.